# マイアミ・マジェスティ
マイアミ・マジェスティ（Miami Majesty）は、コンチネンタル・バスケットボール・アソシエーション（以下CBA）に加盟しているアメリカ合衆国のプロバスケットボールチーム。本拠地はフロリダ州マイアミ・デイド郡。

## 歴史
2005年、CBAと同じくアメリカのマイナーリーグABAの新チームとして設立された。当時のチーム名はフロリダ・ピットブルズ。初年度である2005-06シーズンはハリケーン・カトリーナの影響を受けてゲームがキャンセルされるなど、運営には困難が生じたが、チームは19勝8敗を記録してディビジョン優勝を果たした。また、ヘッドコーチとしてチームを率いたのは元マイアミ・ヒートのスター選手であるティム・ハーダウェイである。優勝したもののプレイオフを辞退し、ABAを脱退（これによりABAとの関係は悪化したと考えられる）。チームがヒートの系列会社だったことからNBAデベロップメント・リーグへの参入を申請したが、認められることは無かった。その後、チームはCBAへの新加盟を表明した。
また、ABAとの関係を絶つためにチーム名をマジェスティへ変更した。なお、マイアミ・デイド郡では（闘犬に用いられる）ピットブルを飼育することは違法だったことも要因の1つのようである。